# 3461 Mandelshtam
3461 Mandelshtam је астероид главног астероидног појаса. Приближан пречник астероида је 17,44 ,
а средња удаљеност астероида од Сунца износи 2,377 астрономских јединица (АЈ).
Инклинација (нагиб) орбите у односу на раван еклиптике је 3,245 степени, а орбитални период износи 1339,113 дана (3,666 године). Ексцентрицитет орбите астероида износи 0,136.
Апсолутна магнитуда астероида износи 13,20 а геометријски албедо 0,030.
Астероид је откривен 18. септембра 1977. године.